# Perinbaba
Pour plus de détails, voir Fiche technique et Distribution.
Perinbaba est un film slovaque de Juraj Jakubisko sorti en 1985. Il s'agit de l'adaptation d'un conte proche de Dame Holle des frères Grimm.

## Synopsis
Alors que des forains italiens marchent dans la neige, la Mort déclenche une avalanche. Un petit garçon dans un berceau échappe à l'avalanche, et lorsque la vieille dame s'approche de lui, il attrape son nez, et ne lâche la Mort que lorsqu'elle lui a promis de ne le prendre que s'il le lui demandait. La sœur de la Mort, la dame Hiver Perinbaba, recueille chez elle l'enfant, nommé Jakub. Il l'aide à secouer son édredon de plumes qui apporte la neige sur la terre. Les années passent sans qu'il grandisse, mais il suit du ciel la vie d'une petite fille, Alžbetka. Son père, le maire du village, perd sa femme, et prend une nouvelle épouse, qui a déjà une fille, Dora. La voyant persécutée par sa marâtre, Jakub décide de quitter Perinbaba. Il emporte l'un de ses couvre-lit pour s'envoler, et grandit d'un seul coup. Il retrouve Alžbetka, et se fait engager par son père. Ils ne tardent pas à se rendre compte qu'il est doué de nombreux talents, presque magiques.

## Fiche technique
- Titre : Perinbaba
- Réalisation : Juraj Jakubisko
- Scénario : Lubomír Feldek et Juraj Jakubisko d'après le conte des frères Grimm
- Musique : Petr Hapka
- Photographie : Jozef Šimončič
- Montage : Patrik Pass
- Production : Paul Altmayer (producteur délégué)
- Société de production : Slovenská filmová tvorba Koliba, Studio Hraných Filmov Bratislava, Omnia Film München, ZDF, Rai 1 et MR Filmproduktion
- Pays de production :  Tchécoslovaquie,  Allemagne de l'Ouest,  Italie et  Autriche
- Genre : Comédie romantique, fantasy
- Langue : slovaque
- Lieux de tournage : Lomnický štít, Martin, Orava, Rožnov pod Radhoštěm, Súľov-Hradná
- Durée : 90 minutes
- Date de sortie : 
  - Tchécoslovaquie : 1er octobre 1985

## Distribution
- Giulietta Masina : Perinbaba / Dame Hiver
- Tobias Hoesl : Jakub
- Petra Vančíková : Alžbetka
- Soňa Valentová : belle-mère
- Pavol Mikulík : Père
- Milada Ondrašíková : Dora
- Valerie Kaplanová : Stará Zubatá / vieille Dame Mort
- Eva Horká : Mladá Zubatá / jeune Dame Mort